# Cú Chuimne
Pour les articles homonymes, voir Cú.
Cú Chuimne (en gaélique « Chien de mémoire ») est un clerc irlandais du Haut Moyen Âge, mort en 748.

## Biographie
Les Annales d'Ulster mentionnent sa mort pour l'année 747 (« Cucuimne sapiens obiit ») et reproduisent ensuite un poème en deux strophes en gaélique qui est attribué à sa nourrice :
Cu Chuimne ro legh suithe co druimne ;
alleith naill hiaratha, ro leici an caillecha.
An-do Coin Cuimne ro mboi, im rualaid de, conid soi ;
ro leic caillecha ha faill, ro leig alaill arith mboi.
Ces vers signifient à peu près : « Cú Chuimne a étudié la sagesse jusqu'à mi-parcours ; il a laissé tomber l'autre moitié pour l'amour des nonnes./ Toutes les distractions qu'avait Cú Chuimne l'ayant quitté, il est devenu un sage. Il s'est détourné des nonnes et a étudié la moitié qui lui restait ».
Cú Chuimne est l'auteur d'une hymne latine en l'honneur de la Sainte Vierge, en vingt-six vers de quinze syllabes plus un quatrain d'octosyllabes, dont l'incipit est Cantemus in omni die, et qui est une des plus anciennes hymnes mariales en latin. Dans le Liber hymnorum irlandais, le texte du chant est précédé d'un avant-propos, mélange de latin et de gaélique, qui dit ceci : « Cú Chuimne a fait cette hymne pour la louange de la Vierge Marie, et c'est au temps de Loingsech mac Óengusa et d'Adomnán qu'elle a été faite. Mais on ne sait pas dans quel lieu il l'a faite. Le motif de cette composition était de se libérer de la mauvaise vie qu'il menait, car il avait une conjointe et vivait avec elle dans le péché. Ou peut-être était-ce pour rendre plus plaisante la part de lectures qui lui restait à faire qu'il a composé cette louange de Marie ». Suit le poème cité dans les Annales d'Ulster (dans une version un peu différente), mais ici l'ensemble n'est pas attribué à sa nourrice : la première strophe est mise dans la bouche de l'abbé Adomnán d'Iona (« Ut Adamnanus dixit »), et la seconde dans celle de Cú Chuimne lui-même (« Cu-chuimne dixit »).
Loingsech mac Óengusa fut haut roi d'Irlande de 696 à 704, et Adomnán fut abbé d'Iona de 679 à 704.
Un colophon très corrompu présent dans un manuscrit d'origine bretonne de la Collectio canonum Hibernensis (Ms. BnF latin 12 021, datant du IXe siècle) laisse penser, si le déchiffrement est correct, que Cú Chuimne est l'un des deux clercs irlandais ayant réalisé cette collection canonique (qui est en même temps une œuvre d'exégèse biblique). Le colophon se présente à peu près ainsi : « Hucsvq; nuben & cv cuiminiæ & du rinis ». Il a été déchiffré de la manière suivante : « Huc usque Ruben et Cu-Cuimni Iæ et Durinis ». Les deux auteurs de la collection seraient Ruben de Dair Inis (« scribe du Munster » dont la mort est signalée par les Annales d'Ulster et les Annales de Tigernach pour l'année 725), et Cú Chuimne « d'Iona » (I ou Ia étant le nom médiéval de cette île). Les deux y ont peut-être travaillé successivement (d'abord Ruben, ensuite Cú Chuimne). 

## Éditions
- John Henry Bernard et Robert Atkinson (éd.), The Irish Liber Hymnorum, Londres Henry Bradshaw Society, 1898, t. I, p. 32-34.
- Clemens Blume (éd.), Analecta Hymnica Medii Ævi. LI. Thesauri Hymnologici Hymnarium. Die Hymnen des Thesaurus Hymnologicus H. A. Daniels und anderer Hymnen-Ausgaben, Leipzig, 1908, p. 305-306.
- Hermann Wasserschleben (éd.), Die irische Kanonensammlung, Giessen, 1874, et Leipzig, 1885.
- Roy Flechner (éd.), A Study and Edition of the Collectio Canonum Hibernensis, Oxford, 2006 (thèse non publiée).